# Nakamura Asumiko
Nakamura Asumiko (tiếng Nhật: 中村 明日美子, sinh ngày 5 tháng 1), là một họa sĩ manga người Nhật Bản, sinh ra ở Kanagawa, Tokyo. Cô bắt đầu sự nghiệp vẽ manga vào năm 2000. Được biết đến với các tác phẩm manga thuộc thể loại Yaoi hay BL manga và tác phẩm nổi tiếng của cô ấy là manga Doukyuusei (tiếng Nhật: 同級生, hay "Classmates") được ra mắt vào năm 2006–07, đã được chuyển thể thành một phim điện ảnh anime vào năm 2016, bộ phim đã đạt doanh thu hơn 200 triệu yên Nhật tại các phòng vé, bao gồm bản Blu-ray, các CD Drama và các sản phẩm khác. Manga Doukyuusei còn có các phần tiếp theo như Sotsugyousei (Tốt nghiệp), Sora to Hara (Sora và Hara-sen), O.B (Occupation to Beloved), và các bản Extra...Cô ấy là một mangaka đa tài, không chỉ nổi tiếng về thể loại Yaoi/BL, cô ấy còn viết rất nhiều manga thuộc các thể loại khác như Shoujou-ai, Drama, Slice of Life,... Vào năm 2012, Nakamura đã ra mắt một manga có tên Utsubora - A Story of a Novelist, đã được dịch sang tiếng Anh. Tác phẩm Double Mints (BL) của cô sẽ được chuyển thể thành Live-action vào năm 2017. Một số tác phẩm khác: Kimiyoubi: Tetsudo Shoujo Manga 2, Kaori no Keishō, Ano Hi, Seifuku de, đã lọt vào top manga bán chạy nhất năm 2015.